# Homalodisca ichthyocephala
Homalodisca ichthyocephala är en insektsart som först beskrevs av Victor Antoine Signoret 1854.  Homalodisca ichthyocephala ingår i släktet Homalodisca och familjen dvärgstritar. Inga underarter finns listade i Catalogue of Life.